# Jon Castañares Larreategui
Jon Castañares Larreategui (Bilbao, 1925-2015) fou un polític basc.
A les eleccions municipals espanyoles de 1979 les primeres després de la dictadura franquista, fou escollit alcalde de Bilbao pel Partit Nacionalista Basc. Durant el seu mandat se segregaren de Bilbao els municipis d'Erandio, Sondika, Lujua, Zamudio i Derio, que s'hi havien agregat el 1924. Al juny de 1981 va ordenar la crema d'una edició de llibres publicada pel mateix ajuntament que recollia les obres guanyadores del primer concurs de contes Vila de Bilbao, per contenir «expressions inadequades». Per decisió del PNB no es va presentar a la reelecció i va tornar al banc on treballava.
Quan es va produir l'escissió del PNB del 1986 marxà amb Carlos Garaikoetxea per a fundar el nou partit Eusko Alkartasuna. A les eleccions al Parlament Europeu de 1989 formà part com a suplent de la llista de la Coalició per l'Europa dels Pobles propulsada per EA, ERC i PNG-PG.
Va morir a Bilbao el 5 de maig de 2015, als noranta anys.